# Заячівка
Зая́чівка — село в Україні, у Поворській сільській громаді Ковельського району Волинської області. Населення села становить 150 осіб. Село розташоване на лівому березі річки Стохід.

## Населення
Згідно з переписом УРСР 1989 року чисельність наявного населення села становила 194 особи, з яких 88 чоловіків та 106 жінок.
За переписом населення України 2001 року в селі мешкало 147 осіб.

### Мова
Розподіл населення за рідною мовою за даними перепису 2001 року:
| Мова       | Відсоток |
| ---------- | -------- |
| українська | 97,33 %  |
| російська  | 1,33 %   |
| інші       | 1,34 %   |

## Історія
У 1906 році село Повурської волості Ковельського повіту Волинської губернії. Відстань від повітового міста 36 верст, від волості 5. Дворів 68, мешканців 466.
До 1 липня 2016 року село входило до складу Поворської сільської ради Ковельського району Волинської області.

## Відомі люди
- Юрчишин Володимир Васильович (1925—2017) — український економіст-аграрник, доктор економічних наук.
- Крижанівський Віктор Володимирович (1950—2016) — український художник.

Символ села